# 馬 (映画)
『馬』（うま）は、東宝映画株式会社と合資会社映画科学研究所の共同製作で1941年（昭和16年）に公開された日本の映画である。東北の農村を舞台に、少女と馬とのふれあいが、山本嘉次郎が得意としたセミドキュメンタリーの手法で描かれている。

## スタッフ
- 製作：森田信義
- 製作主任（助監督）：黒澤明
- 撮影
  - 春パート：唐沢弘光
  - 夏パート/セット：三村明
  - 秋パート：鈴木博
  - 冬パート：伊藤武夫
- 録音：樋口智久
- 装置（美術）：松山崇
- 大道具製作：稲垣圓四郎
- 照明：大沼正喜
- 現像：西川悦二
- 編輯：後藤俊男
- 音楽：北村滋章
- 演奏：P・C・L管弦楽団
- 脚本/演出：山本嘉次郎

## キャスト
- 長女・小野田いね：高峰秀子
- 父・甚次郎：藤原鶏太
- 母・さく：竹久千恵子
- 祖母・えい：二葉かほる
- 長男・豊一：平田武
- 次男・金次郎：細井俊夫
- 次女・つる：市川せつ子
- 山下先生：丸山定夫
- 奥さん・きく子：沢村貞子
- 佐久間善蔵：小杉義男
- 女房：馬野都留子
- 娘：松岡綾子
- 鑑定人・坂本さん：清川荘司
- 軍馬購買官：真木順、大崎時一郎
- 博労：光一、岬洋二、並木伸介
- 組合長：玉井旭洋
- 祈祷師：沢村春寿郎
- 組合の事務員：榊田敬二、島壮児
- 若者：成田孝、柳谷寛

## 主題歌
「馬」
- 陸軍省選定、東宝映画「馬」主題歌
- 作詞：佐藤惣之助　作曲：古賀政男　編曲：仁木他喜雄
- 歌：伊藤久男、菊池章子

「めんこい子馬」（注、子馬は発売当初のレコードによる表記）
- 陸軍省選定、東宝映画「馬」主題歌
- 作詞：サトウ・ハチロー　作曲：仁木他喜雄　編曲：仁木他喜雄
- 歌：二葉あき子、高橋祐子
- 1940年（昭和15年）12月 コロムビアレコード発売

## あらすじ
東北の秋は馬市と共に訪れる。
馬市の糶でごった返す群衆の中に次々と曳き出される馬を熱心に見つめている十五・六才の女の子があった。それは近郊の百姓小野田甚次郎の娘いねだった。いねは生れつき馬が大好きで、今日もこっそり家を抜け出して馬市を見物に来たのだった。かつて、いねの家でも馬を飼っていたことがあった。しかしさんざん金をかけ手間をかけた末、馬は病気で死んでしまった。その為に出来た借金でいねの一家はいまだに苦しんでいた。馬市から帰るといねは馬を飼ってくれと両親にせがんだが、馬を飼って得をした話を聞いた事がないし、飼いたくも金がないと父も母も取り合わないのだった。
冷たい氷雨の降る日、組合長に呼ばれて行ったいねの父甚次郎は、鑑定人の坂本さんから馬を預ってくれと頼まれた。この前の失敗に懲りている甚次郎は躊躇したが、預る馬が妊娠馬で最初の仔馬はやってもいいと云う好条件だったので、立馬を承諾する事になった。厳冬に向って妊娠馬を飼育する事は大変だったが、長い間の希望が達して馬を飼う事の出来たいねは大喜びだった。
だが善蔵さんの娘の嫁入りの晩、父の甚次郎は振舞酒に酔払って荷馬車の下敷となり重傷を負ってしまった。
自分の主人に怪我をさせたと云うので、馬は一家の怨嗟の的となり、まるで厄病神を背負込んだ様なものだと、母は馬をかばういねに当り散らすのだった。父の怪我と重なる借財にあえぐ小野田一家にとっては長い苦しい冬だった。だがその冬も去り、田畑の上を渡る風も馨る五月の或る夜、いねの馬は美しい仔馬を生み落した。
そして又夏が訪づれ盆が来た。盆の支払期を控えて産業組合への支払いに困惑した甚次郎は、心を鬼にして仔馬を売って金を造ろうとした。いねも涙を呑んで博労の手に仔馬を渡した。だが母馬の歎き悲しむ姿を見るに耐えず、いねは女工になって仔馬を買い戻そうと決心した。
いねが女工になって一年、又お盆が廻って来た。いねは我家に帰ると直ぐ放牧場にいる仔馬のところへ飛んで行った。小さかった仔馬は見違える程大きく逞しい二歳駒になって、いねを見ると懐し気に鼻を摺り寄せてくるのだった。
そしてーーいよいよいねの丹精の馬を出す馬市が秋と共にやって来た。馬に綺麗な布や飾をつけて、小野田一家は総出で盛岡の馬市へ出かけて行った。
いねの丹精の二歳駒は五百五十円の高値を呼び、遂に軍馬御用となった。長い間の苦労は酬いられた。父も泣いた、母も泣いた。勿論いねも声を上げて泣き出した。間もなく軍馬御用になった馬は、村人たちの旗の波に送られて出発した。秋風の立つ峠に立って、いねはいつまでもいつまでも遠ざかり行く二歳駒を見送るのだった。
（出典：日本コロムビア発売　流行歌「馬」歌詞カード解説より）

## エピソード
- 冒頭に当時の東條英機陸軍大臣の推薦文がついているなど、一見軍馬を育てる国策に沿っているようであるが、映画全体にはその要素が薄い。もとは1938（昭和13）年9月20日に岩手県盛岡で行われた馬の競り市の活気ある様子と、そこにかすかに娘の泣き声が混じっていたのを偶然ラジオで聴いた山本監督が、そこからこの映画を発案したものである。企画を通すために奇策を弄して、軍馬の育成を描く映画を作るべきだと軍に働きかけ、軍から映画会社に製作を命令させたのだった。
- 黒澤明がチーフ助監督に就いていた。当時、監督の山本は掛け持ちで多数の映画の撮影を抱えていて、準備中の映画の原作・脚本も十数本に及ぶ超のつく売れっ子であった。特に『エノケンの孫悟空』の撮影のためにロケ現場から東宝撮影所に引き返すことも多く、本作の大部分を占めるロケ撮影については、手間も暇もかかるため、黒澤に任せっきりであり、実質的には黒澤が監督に近い状態だった。そのために高峰は、「半分くらいは黒澤さんが撮っていましたね」「あれ（馬）は、黒さんの写真」と語っている[1]。
- 脚本もまた山本名義ではあるが、初稿から決定稿まで、東北の生活や風習、方言などを現地取材するうちに何度となく推敲を施さざるを得なくなり、多忙な山本は、最終的なリライトを完全に黒澤に任せざるを得なくなった。編集、ダビングなどのポストプロダクション作業も黒澤が担当しており、黒澤の処女作に近い作品とも言える。同じく助監督として本作に付いた堀川弘道は、「半分近くはクロさんが書いたもので、それだけクロさんは自由に腕が振るえた」と証言している。山本もまた、「私の演出を補って、『馬』という作品を良くして呉れていることを、感謝している」と述べている[1]。いねが馬に乗って弟の汽車を見送るシーンなど、後の黒澤映画を連想させる。これらについては、黒澤の著書『蝦蟇の油　自伝のようなもの』（岩波書店）にも詳しく書かれている。
- この映画の撮影で主演の高峰と黒澤が恋に落ちた。きっかけは、初めて馬に乗った高峰が落馬しそうになり、それを黒澤が優しく抱き留め、背中を撫でたことである[2]。山本の懐刀の黒澤と、高峰の義母の肝いりの監視役が付いた主演女優との、撮影中の親交には限度があり、デートと言えばロケ先の映画館の「ベルリン・オリンピック記録映画」を見に行ったくらいのものであった[3]が、黒澤との仲が噂されていた山本監督の妹が撮影の見学に来た時、高峰が二人の仲を疑って拗ねてしまい、その日の撮影が中止になったこともあった[4]。この映画撮影終了後の昭和16年、黒澤が新しく仕事部屋を借りた際、黒澤は高峰に「(高峰の家の)すぐそばだ、遊びにおいで」と誘った。2、3日後、高峰が自宅を抜け出してその部屋を訪問するや否や、その直後に義母に連れ戻され、一週間自宅の二階に軟禁された[5]。高峰が連れ戻された翌朝、偶然にも新聞に「黒澤明と高峰秀子が婚約」という記事が出、驚いた高峰の義母、山本、東宝専務・森岩雄の三者は協議の上、二人を引き離すことで決着した[6]。以来、高峰は1つの例外(『明日を創る人々』)を除いて、黒澤作品には出演していない。後に高峰は、この出来事が1941年の真珠湾攻撃の直前であったことを回想して、「昭和十六年は、私にとって『恋よさようなら』そして『戦争よ、こんにちは』の年であった」と自伝に記している。高峰は1955(昭和30)年、やはり義母の反対を押し切って松山善三と結婚するが、当時の松山は松竹の助監督であった[1]。

- 山形県最上町で長期ロケが行われた。その際に当時アイドルの高峰秀子に一目惚れしたのが、地元の門脇貞男少年（後のケーシー高峰）で、芸名も初恋の人たる彼女に由来する。
- ロケは東北各地で1939(昭和14)年から1941(昭和16)年まで、3年がかりで行われた。馬の産地として有名だった岩手では、1940年（昭和15年）、盛岡の小田島旅館に拠点を置いて長期のロケが行われた。クライマックスの「せり」のシーンは、同市松尾町の旧馬検場（せりをする施設）で撮影されている。高峰が黒澤と一緒に、1936年ベルリンオリンピックの記録映画『民族の祭典』を観たのも、盛岡の映画館だった。『民族の祭典』はナチス・ドイツのプロパガンダ映画『オリンピア』の第1部（第2部は『美の祭典』）として有名であり、日本では昭和15年秋に『民族の祭典』が先に公開された。
- 山本からフイルムの編集を一任された黒澤は、母馬が仔馬を求めて走り回るシーンを情感を込め、ドラマチックにつないだ。ところが映像からは母馬の感情が一向に伝わってこない。困惑した黒澤が山本に相談すると、山本は「ここはドラマではない。“もののあわれ”じゃないのかね」と答えた。ハッとした黒澤は、音も入れず、母親の小さなシルエットをロングショットでとらえるだけの映像に一から編集し直した。それだけで「悲しい母馬の嘶(いなな)きが聞こえ、沈痛な木管の調べが聞こえてきた」と黒澤は回想している[1]。
- 現在はカットされているが、本作のラストには、いねが一升瓶を持って雑踏の中を仔馬との別れを惜しむ家族の宴会に駆け付けるというシーンが存在していた。黒澤はこのシーンを「作品の核心」と述べるほどに重要視していたが、撮影に同行していた陸軍報道部長の馬淵逸雄大佐は、「昼酒は時勢に合わぬ」と削除を命令した。黒澤は激怒し、「絶対に切らぬ」と主張した。結局、馬淵大佐は自宅を訪問した製作の森田と黒澤の前で両手をついて頭を下げ、「すまん、切ってくれ」と頼んだ。その低姿勢に納得して、件のシーンはカットされたという[1]。

## ビデオソフト
- 1980年代初頭に東宝ビデオからVHSとベータのビデオソフトが3万3000円で発売されていた[7]。当時のビデオの規格の関係上、2巻組となっている。
- その後、会員制ビデオ通信販売機構・キネマ倶楽部から、「日本傑作映画全集」レーベルの1本としてVHSソフトが発売されていた。
- 長年DVDやBD化はされなかったが2019年に黒澤明DVDコレクションで初めてDVD化された。